# Operazione Bolero
L'operazione Bolero è il nome in codice utilizzato dagli Stati Uniti d'America per identificare l'ammassamento di truppe militari nel Regno Unito durante la seconda guerra mondiale, in preparazione del piano di invasione attraverso La Manica, inizialmente noto come operazione Roundup da attuare a metà del 1943, o per la sua alternativa minore, denominata operazione Sledgehammer, che doveva essere eseguita nell'autunno del 1942 in caso di battute d'arresto tedeschi o per allentare la pressione della Potenze dell'Asse sul fronte orientale.

## Preparativi

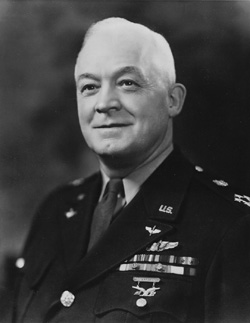
Il Comandante Generale delle United States Army Air Forces Henry H. Arnold.

Il nome in codice "Bolero" era utilizzato nelle comunicazioni ufficiali per descrivere il teatro di guerra o dei movimenti in sostituzione della parola "Regno Unito". Quello che più tardi divenne il piano Bolero - ovvero l'ammassamento di una forza aerea strategica in Gran Bretagna, in preparazione dell'apertura del cosiddetto secondo fronte (nome in codice: operazione Roundup) - venne per la prima volta presentato dal Comandante Generale delle United States Army Air Forces, Henry H. Arnold, al generale George Marshall, Capo di stato maggiore dell'Esercito degli Stati Uniti, il 12 aprile 1942, pianificato per mettere in moto una grande quantità di uomini e di materiale, ponendo le basi per l'operazione Overlord.
Per completare il piano di invasione Roundup, la pianificazione per il movimento delle forze statunitensi nel Regno Unito fu iniziata alla fine del mese di aprile 1942 e gli fu dato il nome in codice "Bolero". Un comitato anglo-americano ha lavorato alla sua programmazione sia in Washington che Londra.
Nel maggio del 1942, la data prevista dell'inizio dell'operazione Roundup era aprile 1943. Le divisioni delle operazioni del Dipartimento della Guerra degli Stati Uniti e del USAAF hanno elaborato piani per il trasporto di un milione di soldati americani: 525 000 truppe di terra, 240 000 soldati delle forze aeree, e 235 000 dei servizi logistici. Il piano di Arnold Marshall richiese 21 gruppi di bombardieri pesanti (B-17 e B-24), 8 gruppi di bombardieri medi (B-26 e B-25), 9 gruppi di bombbardieri leggeri (A-20), 17 gruppi da combattimento (P-38, P-39, P-40 e P-47), 6 gruppi di osservazione, e 8 gruppi per il trasporto. Il tutto per un totale di 69 gruppi da combattimento senza tener conto delle loro unità di servizio.
Il generale Arnold incontrò il Maresciallo Capo della RAF Charles Portal alla fine di maggio 1942 e gli presentò il programma per l'arrivo della forza aeronautica statunitense nel teatro di guerra; esso doveva avvenire entro marzo del 1943 per un totale di 3 649 velivoli. La proposta di ammassamento prevedeva l'arrivo di 15 gruppi nel mese di luglio, poi 35 a novembre e entro marzo 66, esclusi gli squadroni d'osservazione. Arnold gli anticipò che entro la scadenza del 1 aprile le unità di combattimento della Eighth Air Force avrebbero portato 800 bombardieri pesanti, 600 bombardieri medi, 342 bombardieri leggeri e 960 caccia. Al momento la forza reale della Eighth Air Force nel Regno Unito era di 1 871 truppe e nessun aereo.

## Inizio dell'operazione
Il movimento dei gruppi di combattimento aereo iniziò nel maggio 1942 con una prima spedizione delle truppe mediante navi da trasporto truppe (spesso vecchi traslatlantici). Il movimento dei loro aerei iniziò nel mese di giugno dopo che fu presa la decisione che l'ammassamento più efficiente e rapido poteva essere effettuato avendo i gruppi di volo oltremare. I caccia, che avevano un solo membro d'equipaggio e non erano dotati di un equipaggiamento di navigazione e di comunicazione per i voli transoceanici, dovevano essere suddivisi in voli formati da quattro caccia e scortati da singoli bombardieri che li guidavano durante la navigazione.
Tre gruppi sono stati assegnati per la prima fase di movimento: il 97th Operations Group (B-17 Flying Fortress), il 1st Operations Group (P-38 Lightning), e il 60th Operations Group (C-47 Skytrain). Questi gruppi si radunarono sulla costa orientale che è stata denominata "zona di concentrazione". Ironia della sorte, tutti questi gruppi, originariamente incaricati per l'Eight Air Force, furono trasferiti alla Twelfth Air Force.
Era previsto un tasso di perdita del 10% per il movimento dei velivoli ma per fortuna fu solo del 5,2%. La perdita più grave si verificò il 15 luglio 1942, quando sei P-38 del 94th Fighter Squadron, 1st Fighter Group, e due B-17 del 97th Bomb Group, furono costretti a tornare indietro a causa delle condizioni meteorologiche avverse che erano presenti tra la Groenlandia e l'Islanda. I velivoli si ritrovarono però a corto di carburante, e tutti e otto furono costretti ad ammarare sulla calotta di ghiaccio della Groenlandia. Gli 8 velivoli, anche se apparentemente recuperabili, sono stati abbandonati dopo che il loro equipaggio era stato recuperato.

## L'operazione revisionata
Entro il 1º luglio le richieste provenienti da altri teatri di guerra causarono una revisione al ribasso per le forze dell'operazione Bolero: furono previsti solamente 54 gruppi e 194 332 uomini. Più tardi la sede USAAF stimò che entro il 31 dicembre 1943, l'operazione Bolero poteva disporre di 137 gruppi (circa la metà di tutta la forza della USAAF), tra cui 74 gruppi di bombardieri di tutti i tipi e 31 gruppi da combattimento. Si stima che 375 000 aviatori avrebbero costituito la forza, di cui 197 000 in unità di combattimento e 178 000 nelle organizzazioni di servizio. La stima si è rivelata straordinariamente vicina, in particolare la dimensione della forza dei bombardieri pesanti, per la forza reale combinata tra Eight e Ninth Air Force al momento dell'operazione Overlord.
A Londra il comitato per l'operazione Bolero ha elaborato piani per la sistemazione di 1 147 000 soldati, di cui 137 000 rimpiazzi, entro la fine di marzo 1943 nel Regno Unito. Ma alla fine di luglio, i piani per l'operazione Sledgehammer furono abbandonati e l'operazione Roundup fu rinviata al 1944 a favore dell'operazione Torch, la quale consisteva nell'invasione del Nord Africa per stabilire una base operativa per l'invasione del Sud Europa.

## Il recupero

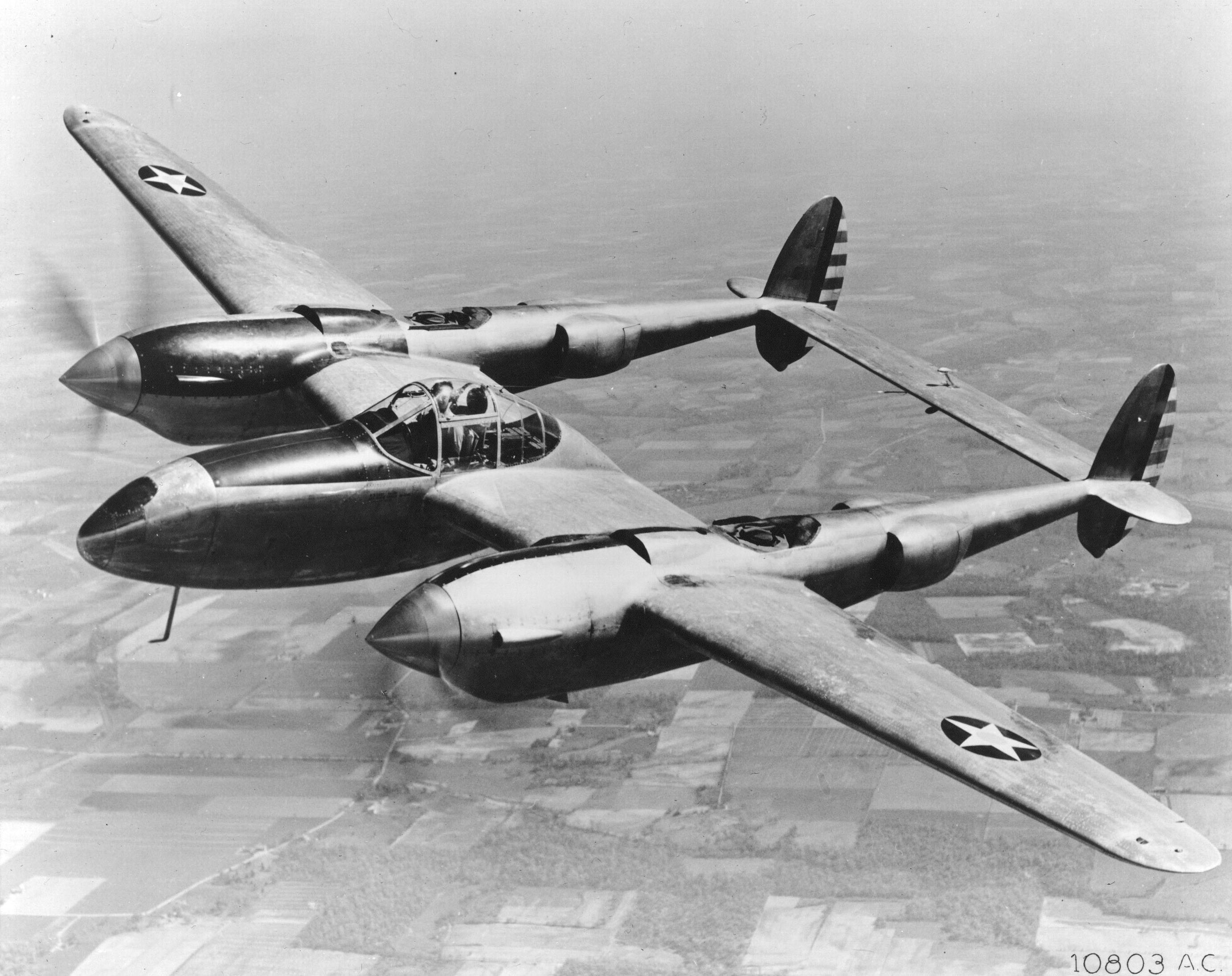
Un esemplare di P-38

Uno dei P-38, successivamente denominato Glacier Girl (in italiano, "la ragazza dei ghiacci"), è stato recuperato da sotto il ghiaccio nel 1992, ed è stato quindi restaurato e fatto nuovamente volare dopo 65 anni. Nel marzo 2006 è salita alla ribalta delle cronache l'idea di Dieter Herrmann di recuperare gli altri 5 aerei. Ognuno dei Lightning ha un valore dai 12 ai 14 milioni di dollari e i costi stimati del recupero, sono pari a circa 2 milioni e mezzo di euro.